# 히고 신덴번
히고 신덴번(일본어: 肥後新田藩 ひごしんでんはん[*])은 쿠마모토번의 지번이다. 쿠마모토 신덴번이라고도 한다. 말기에는 타카세번(일본어: 高瀬藩 たかせはん[*])이라고도 했다.
간분 6년 (1666년), 쿠마모토번 3대 번주 호소카와 츠나토시의 동생 토시시게가 쿠마모토번 쿠라마이에서 3만 5천석을 분할받아 입번하였다. 에도 텟포슈에 거주하며 참근교대를 실시하지 않는 죠후 다이묘였다. 그러나, 메이지 유신에 의해 게이오 4년 (1868년)에 임시 번청을 타카세쵸부교쇼 (타마나시)에 두었다. 이로써 타카세번으로 개칭했다. 메이지 3년 (1870년), 타마나군 이와사키무라 (타마나시)에 정규 진야가 완성되어 옮겼다. 그러나, 같은 해 쿠마모토번에 합병하여 폐번되었다.

## 역대 번주

### 호소카와가
도자마 3만 5천석 (1666년 ~ 1870년)
1. 도시시게(利重)
2. 도시마사(利昌)
3. 도시야스(利恭)
4. 도시히로(利寛)
5. 도시유키(利致)
6. 도시쓰네(利庸)
7. 도시쿠니(利国)
8. 도시치카(利愛)
9. 도시모치(利用)
10. 도시나가(利永)